# میری بلان
میری بلان (فرانسوی: Mireille Balin‎; زاده ۲۰ ژوئیهٔ ۱۹۰۹ – درگذشته ۹ نوامبر ۱۹۶۸) بازیگر اهل فرانسه بود.
از فیلم‌ها یا برنامه‌های تلویزیونی که وی در آن نقش داشته‌است می‌توان به پی‌پی لو موکو، بانوی قاتل اشاره کرد.